# Adventure Time: Fionna and Cake
Adventure Time: Fionna and Cake (Hora de aventura con Fionna y Cake en Hispanoamérica) es una serie televisiva animada de origen estadounidense dirigida al público adulto, concebida por Adam Muto. Esta producción representa un derivado de la afamada serie Adventure Time, original de Cartoon Network, bajo la creación de Pendleton Ward. A diferencia de su obra primigenia, este programa está orientado hacia una audiencia de adultos jóvenes. Representando la tercera entrega de dicha franquicia, la serie se estrenó el 31 de agosto en HBO Max. En diciembre del mismo año, la plataforma de streaming anunció que el programa había sido renovado para una segunda temporada. 
El eje narrativo se despliega alrededor de los protagonistas Fionna y Cake, quienes son reinterpretaciones de los personajes centrales Finn y Jake el perro de la serie matriz. Ambos ya habían sido introducidos en episodios previos de la serie original, en conjunto con el personaje del Rey Hielo, presentado en su versión humana como Simon Petrikov. La responsabilidad de la producción recae en Muto, quien ejerció previamente como director general durante la segunda fase de Adventure Time y lideró la producción de los episodios especiales denominados "Distant Lands". Fred Seibert y Sam Register también participan en roles claves de producción. Se ha anunciado una estructura de diez episodios de treinta minutos, liberándose en formato bisemanal.

## Sinopsis
Adventure Time: Fionna and Cake es un spin-off de Adventure Time, el último de los cuales sigue las aventuras de Finn the Human y Jake the Dog. Esta serie sigue los complementos intercambiados por sexo de Finn y Jake, Fionna the Human y Cake the Cat. La serie también está protagonizada por Simon Petrikov, un personaje que durante la mayor parte de Adventure Time había sido identificado como el Ice King. Adventure Time: Fionna and Cake ve al trío viajar por todo el multiverso, mientras que también es perseguidos por "un nuevo y poderoso antagonista" quien es "decidido a rastrearlos y borrarlos de la existencia."

## Reparto

### Principal
- Madeleine Martin como Fionna Campbell, la versión de sexo cambiado de Finn el humano.
- Roz Ryan como Cake la gata, el gato mascota de Fionna que es la versión de sexo cambiado de Jake el perro.
- Tom Kenny como Simon Petrikov, anteriormente el Rey Hielo.
- Andrew Rannells como Gary Prince, la versión humana de sexo cambiado de Princess Bubblegum.
- Donald Glover como Marshall Lee, la versión humana de sexo cambiado de Marceline la reina vampiro.
- Sean Rohani como Prismo, una deidad que concede deseos que reside en la Sala del Tiempo y supervisa el multiverso.
- Kayleigh McKee como Scarab, un auditor multiversal que persigue a Fionna y Cake.

### Recurrentes
- Pendleton Ward como Ellis P., la versión humana de sexo cambiado de Lumpy Space Princess.
- Cree Summer y Jinkx Monsoon como las Lemoncarbs, las versiones humanas de sexo cambiado de Lemongrab.
- Audrey Bennett como Astrid, una joven humana fanática de los libros de Fionna and Cake escritos por el Rey Hielo.
- Jeremy Shada como Finn el humano y Farmworld Finn.
- Hynden Walch como Princess Bubblegum, Candy Queen, y Bonnie.
- Olivia Olson como Marceline la reina vampiro y La Estrella
- Brian David Gilbert como el Rey del Invierno, un Rey Hielo de un universo alternativo que controla con éxito la locura de la corona.
- Ron Perlman como The Lich.
- Felicia Day como Betty Grof, la prometida de Simon que desapareció después de fusionarse con la entidad malévola, GOLB.

## Episodios

### Temporada 1
| N.º | Título                  | Dirigido por   | Escrito por                                                                      | Fecha de emisión original |
| --- | ----------------------- | -------------- | -------------------------------------------------------------------------------- | ------------------------- |
| 1 | «Fionna Campbell»       | Ryann Shannon  | Hanna K. Nyström, Anna Syvertsson, Jacob Winkler, & Haewon Lee                   | 31 de agosto de 2023      |
| Fionna Campbell, una joven que vive sola con su gato Cake en la ciudad, sueña con vivir aventuras fantásticas y se muestra cínica y deprimida a pesar de tener amigos y conocidos. Cuando Cake empieza a comportarse de forma extraña, Fionna va al veterinario y la despiden del trabajo. Finalmente se dirige al estrafalario Ellis P. y le confiesa abiertamente sus propias inseguridades personales. De repente, Cake persigue una misteriosa luz azul y salta al puesto de un vendedor de helados, donde desaparece misteriosamente.                                                                               |                         |                |                                                                                  |                           |
| 2 | «Simon Petrikov»        | Steve Wolfhard | Iggy Craig, Graham Falk, Jim Campbell, & Lucyola Langi                           | 31 de agosto de 2023      |
| Simon Petrikov trabaja en una casa personalizada del siglo XX para visitantes en la tierra de Ooo, sólo para ser atormentado por su pasado como el Rey Hielo, autor de las historias de Fionna y Cake; una breve aventura con Finn Mertens y una llamada telefónica unilateral con Marceline sólo lo dejan aún más abatido y aislado. Más tarde, Simon intenta realizar un ritual para traer de vuelta a Betty, su prometida desaparecida tras fusionarse con la entidad malévola GOLB. En su lugar, aparece un portal en la parte posterior de su cabeza que trae a su mundo a Cake, el gato mascota de Fionna.         |                         |                |                                                                                  |                           |
| 3 | «Cake the Cat»          | Ryann Shannon  | Hanna K. Nyström, Anna Syvertsson, Jacob Winkler, Haewon Lee, & Nicole Rodriguez | 07 de septiembre de 2023  |
| Con la llegada de Cake a Ooo, el crossover activa una alarma ininterrumpida en la Sala del Tiempo, pero un deprimido Prismo la ignora, y en su lugar observa las aventuras de Finn y Jake. Fionna es testigo de la desaparición de Cake y trata desesperadamente de encontrarla, mientras tanto, en Ooo, Cake huye de la casa de Simon y explora el mundo que la rodea, provocando sin querer el caos en un mercado. Simon reanuda su ritual mágico y crea otro portal que permite el paso de Fionna. Con la ayuda de Astrid, Fionna se reúne con Cake, pero ambas son teletransportadas repentinamente.                 |                         |                |                                                                                  |                           |
| 4 | «Prismo the Wishmaster» | Steve Wolfhard | Iggy Craig, Graham Falk, Jim Campbell, & Lucyola Langi                           | 07 de septiembre de 2023  |
| Prismo teletransporta a Fionna, Cake y Simon a la Sala del Tiempo, revelando que creó el universo de Fionna y Cake sin autorización, lo cual está estrictamente prohibido y lo ocultó sigilosamente en la mente del Rey Hielo. Después de que el Rey Hielo se convirtiera de nuevo en Simon, el universo perdió sus cualidades mágicas originales. Un auditor habitual llamado Scarab visita la Sala del Tiempo para investigar, donde encuentra a Fionna, Cake y Simon; sin embargo, Prismo le da al trío un control remoto para escapar. Simón sugiere al dúo volver a ser el Rey Hielo para solucionar sus problemas. |                         |                |                                                                                  |                           |
| 5 | «Destiny»               | Ryann Shannon  | Jacob Winkler, Sonja von Marensdorff, Hanna K. Nyström, & Anna Syvertsson        | 14 de septiembre de 2023  |
| Fionna, Cake y Simon buscan la corona en Farmworld, y uno de los hijos adultos de Farmworld Finn, Jay, lleva al trío a casa para que se quede con su familia. Más tarde, Jay y el trío van al cráter donde una vez estuvo la corona, donde sólo encuentran algunos fragmentos restantes, ya que fue extraído y destruido por Prismo, antes de ser capturada por la Pandilla del Destino. Scarab, que acaba de capturar a Prismo, encuentra el cráter y es teletransportado junto con el trío, que toma un fragmento para arreglar el control remoto de Prismo.                                                           |                         |                |                                                                                  |                           |
| 6 | «The Winter King»       | Steve Wolfhard | Jim Campbell, Lucyola Langi, Iggy Craig, Graham Falk, & Nicole Rodriguez         | 14 de septiembre de 2023  |
| 7 | «The Star»              | Ryann Shannon  | Iggy Craig, Graham Falk, Jacob Winkler, & Sonja von Marensdorff                  | 21 de septiembre de 2023  |
| 8 | «Jerry»                 | Steve Wolfhard | Hanna K. Nyström, Anna Syvertsson, Jim Campbell, & Jackie Files                  | 21 de septiembre de 2023  |
| 9 | «Casper & Nova»         | —              | —                                                                                | 28 de septiembre de 2023  |
| 10 | «Cheers»                | —              | —                                                                                | 28 de septiembre de 2023  |

## Producción

### Concepto

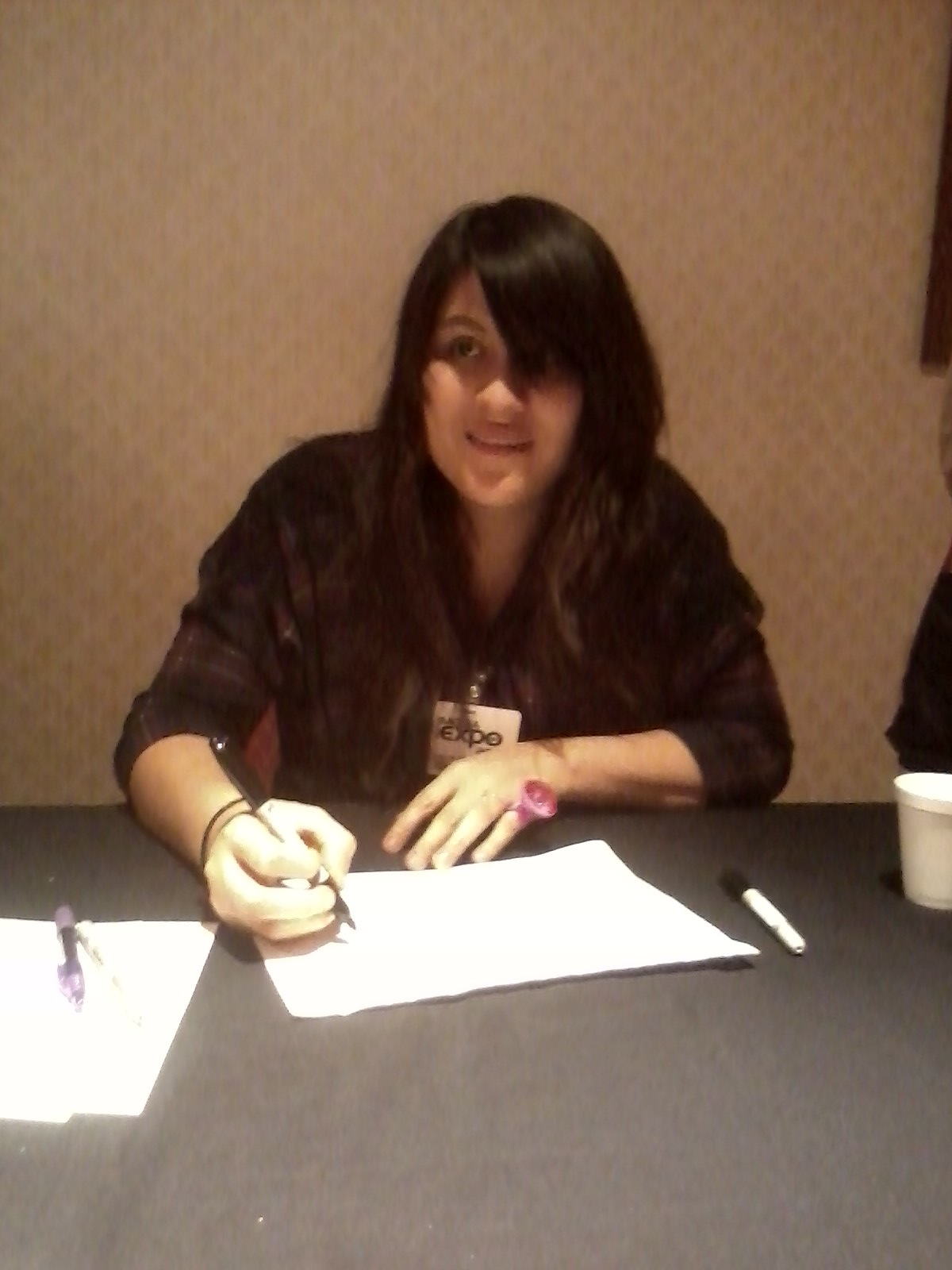
Los personajes "Fionna the Human" y "Cake the Cat" fueron creados por Natasha Allegri (en la foto) y trabajaron en el episodio de la tercera temporada, "Fionna and Cake".

La idea de "Fionna the Human" y "Cake the Cat" evolucionó a partir de dibujos que la diseñadora de personajes de Adventure Time y revisionista de guiones gráficos Natasha Allegri había publicado en línea durante las primeras temporadas del programa. 
La recepción de los personajes intercambiados de sexo fue tan positiva que los productores de Adventure Time decidieron escribir los personajes en la serie. Debutaron en "Fionna and Cake" de la tercera temporada, que funcionaban como ambos "un pinchazo [y] una gran celebración de,  [sic] la sensación de ser fanático" y "permitir que algo completamente ridículo haga que tu corazón se tense". Los personajes harían apariciones adicionales en "Bad Little Boy" de la quinta temporada, "The Prince Who Wanted Everything" de la sexta temporada, "Five Short Tables" de la octava temporada y "Fionna and Cake and Fionna" de la novena temporada.

## Recepción

### Recepción crítica

Fan art de Finn (derecha) y Fionna (izquierda)

En septiembre de 2023, Fionna and Cake tiene un 100% de aprobación en Rotten Tomatoes basado en 10 críticas.
Antes del estreno, Chase Hutchinson, de IGN, comentó que Fionna and Cake elude la locura y adopta un tono claramente poco sentimental, que encontró estimulante. Argumentó que "reflexiona sobre cómo pueden haber cambiado los complejos personajes desde la última vez que los vimos y, en recurrentes interjecciones meta, cómo sus creadores pueden haber cambiado ellos mismos".